# Efeito pavio
O efeito pavio é a destruição parcial de um corpo humano pelo fogo, quando as roupas da vítima ficam encharcadas com a própria gordura e funcionam como um pavio de vela. O "efeito pavio" é um fenômeno que comprovadamente pode acontecer sob certas condições, e tem sido exaustivamente observado. É uma das explicações comumente oferecidas para o suposto fenômeno da combustão humana espontânea (CHE).
A teoria do "efeito pavio" diz basicamente que uma pessoa queima após sua própria gordura ter entrado em combustão, acidentalmente (ou não). O corpo humano vestido funciona como uma vela "às avessas": a gordura humana (a fonte de combustível) está do lado de dentro, e a roupa da vítima (o pavio) está do lado de fora. Portanto, há um suprimento contínuo de combustível sob a forma de gordura derretida empapando as vestes da vítima. A gordura contém uma grande quantidade de energia devido a presença de cadeias longas de hidrocarbonetos.